# Populus pamirica
Populus pamirica är en videväxtart som först beskrevs av C.-y. Yang, och fick sitt nu gällande namn av Vladimir Leontjevitj Komarov. Populus pamirica ingår i släktet popplar, och familjen videväxter. Inga underarter finns listade i Catalogue of Life.